# Зимски рат
Зимски рат је избио када је Совјетски Савез напао Финску 30. новембра 1939, три месеца након почетка Другог светског рата. Последица тога је да је Совјетски Савез избачен из Лиге народа 14. децембра. Совјетски вођа Јосиф Стаљин је очекивао да ће покорити целу земљу до краја године, али је фински отпор уништио план совјетских снага, којих је било три пута више. Финска се држала до марта 1940, када је у Москви потписан мировни споразум уступајући 10% финске територије и 20% њених индустријских капацитета Совјетском Савезу.
Резултати рата су мешовити. Иако су се совјетске снаге коначно успеле пробити кроз финску одбрану, ни Совјетски Савез ни Финска нису изашле задовољне из овог сукоба. Совјетски губици на фронту су били огромни и међународни положај земље је патио. Још горе, борбена готовост Црвене армије је доведена у питање и значајно је допринела Хитлеровој одлуци да покрене операцију Барбароса.
Потписивање мировног споразума 12. марта је прекинуло француске-британске припреме да пошаљу подршку Финској преко северне Скандинавије која би такође бранила немачки приступ рудницима гвожђа на планини Кируна. Немачка инвазија Данске и Норвешке 9. априла 1940. је одвукла пажњу света ка борбама за заузимање Норвешке.
Зимски рат је био војна катастрофа за Совјетски Савез. Ипак, Стаљин је учио из фијаска и схватио је да политичка контрола над Црвеном армијом нема више учинка. Након Зимског рата, Кремљ је започео процес повратка квалификованих официра одстрањених у Великој чистки и модернизацију својих снага, судбоносну одлуку која ће омогућити Совјетима да се одупру немачкој инвазији. Може се такође рећи да ни армије Француске, Уједињеног Краљевства или САД нису биле припремљене за вођење зимског рата, иако је ово непроверено. У бици код избочине на крају 1944, је виђено да је на хиљаде америчких војника заглављено због времена које се може поредити са скандинавском зимом.

## Позадина
Финска је дуго била део Шведске када ју је освојила Русија 1808. и претворила је у аутономну вазалну државу да би заштитила Санкт Петербург, руску престоницу. Пратећи револуцију коју је довела совјете на власт у Русији, Финска је прогласила своју независност 6. децембра 1917. Снажне везе између Финске и Немачке су почеле када је царистичка Немачка подржала фински покрет отпора током Првог светског рата. У потоњем грађанском рату, фински војници које је обучавала Немачка и регуларни немачки војници су играли одлучујућу улогу. Само је немачки пораз у Првом светском рату спречио успостављање пронемачке монархије под Фридрихом Карлом од Хеса као краљем Финске. После рата, немачко-фински односи су остали блиски, иако су финске симпатије према национал-социјалистима биле врло ретке.
Односи између Финске и Совјетског Савеза су били напети и хладни током два периода русификације на прелазу између два века, а наследство неуспешне социјалистичке побуне у Финској је такође допринело узајамном неповерењу. Стаљин се плашио да би нацистичка Немачка могла напасти, а са совјетско-финском границом на само 32 km од Лењинграда, финска територија би обезбедила савршену базу за напад. 1932. Совјетски Савез је потписао пакт о ненападању са Финском. Споразум је поново потврђен 1934. на десет година.
Априла 1938. Совјетски Савез је почео дипломатске преговоре са Финском, покушавајући да побољша њихову заједничку одбрану од Немачке. Примарна брига Совјетског Савеза је била та да би Немачка могла користити Финску као мостобран за напад на Лењинград и тражила је од финске владе да јој преда велике површине земље. Више од годину дана је прошло без значајног напретка, а политичко стање у Европи се погоршало.
Нацистичка Немачка и Совјетски Савез су потписали узајамни пакт о ненападању, познати споразум Рибентроп-Молотов, 23. августа 1939. Споразум је садржао тајну клаузулу о подели земаља источне Европе између држава потписника. Прихваћено је да Финска буде у совјетској зони утицаја. Немачки напад на Пољску 1. септембра, је пратила совјетска инвазија са истока. У пар недеља, они су поделили земљу између себе.
У јесен 1939, након немачког напада на Пољску, Совјетски Савез је коначно затражио да се помери граница још 25 km северно од Лењинграда. Такође је затражено да Финска уступи полуострво Ханко на 30 година Совјетском Савезу ради изградње морнаричке базе. У замену, Совјетски Савез је понудио Финској велики део Карелије (два пута већи, али мање развијен). Фински председник Урхо Кеконен је изјавио септембра 1963.: ”Када бисмо се сада, више од 20 година касније, ставили у позицију Совјетског Савеза, у светлу Хитлерове инвазије на Совјетски Савез 1941, бриге које је СССР имао, и које је требало да има, због своје безбедности на крају тридесетих постају разумљиве”.
Али финска влада је одбила совјетске захтеве. 26. новембра, Совјети су извели бомбардовање Мајниле, догађај у ком је совјетска артиљерија бомбардовала подручје око руског села Мајниле, и онда објавила да је напад финске артиљерије усмртио совјетске војнике. Совјетски Савез је онда захтевао да се Финска извини због инцидента и да повуче своје снаге 20–25 km од границе. Финци су порекли било какву одговорност за напад и одбили да се повинују захтевима. Совјетски Савез је искористио то да се повуче из споразума о ненападању. 30. новембра, совјетске снаге су напале са 23 дивизија и укупно 450.000 војника, који су брзо стигли до Манерхајмове линије.
Сателитски режим је успостављен у окупираном финском пограничном месту Теријоки (сада Зељеногорск) 1. децембра 1939. под окриљем Финске Демократске Републике и на челу са Отоом Виле Кусиненом због и дипломатског (она је одмах постала једина влада у Финској коју је признавао СССР) и војног циља (надали су се да ће то изазвати да социјалисти у финској армији дезертирају и пребегну на руску страну). Ова република није била посебно успешна, али је постојала до 12. марта 1940. и на крају је ушла у састав совјетске Карелско-Финске ССР.

## Рат
На почетку рата, Финска је мобилисала само 180.000 људи, али су се и ове трупе показале жестоким противником користећи партизанску тактику, врло покретне скијашке одреде у камуфлажним оделима и познавање терена. Импровизоване бомбе од бензина које потичу из Шпанског грађанског рата су коришћене успешно и постале су познате у свету под називом Молотовљеви коктели. Услови зиме 1939/40 су били сурови; температуре од минус -40° нису биле неуобичајене и Финци су могли да је искористе у своју корист. Често су избегавали да се супротставе непријатељу на конвенционални начин, нападајући уместо тога кухиње и совјетске војнике који су били око логорских ватри.
Као додатак, на изненађење и совјетског вођства и Финаца, испоставило се да фински социјалисти нису подржали совјетску инвазију, већ су се борили заједно са својим сународницима против заједничког непријатеља. Многи фински комунисти су прешли у Совјетски Савез тридесетих година да изграђују социјализам, само да би завршили као жртве Стаљинове Велике чистке, која је довела до великог разочарања и отворене мржње према совјетском режиму међу социјалистима у Финској. Још један фактор је била напредност финског друштва и закона после грађанског рата која је помогла да се премости јаз између различитих друштвених класа. Ово делимично лечење рана након грађанског рата у Финској 1918. и финског језичког раздора, се још увек означава као „Дух Зимског рата“, иако би требало напоменути да многим комунистима није било дозвољено да се боре у Финској армији због политичке позадине рата.
Совјетска ароганција и неспособност је такође била важан фактор. Нападачи нису очекивали много борбе и чак су почели инвазију у марширајућим одредима у очекивању брзе победе. Историјски извештаји обилују чињеницама да су совјетски војници напредовали према финским линијама раме уз раме, певајући совјетску химну. Због Стаљинових чистки, уклоњено је 80% мирнодопских команданата, а на њихова места су доведени лојалнији, али мање способнији официри. Стаљин је надгледао своје команданте преко политичких комесара. Тактике које су биле застареле још у Првом светском рату су биле понекад коришћене. Многи совјетски војници су изгубљени јер њихови команданти просто нису хтели или им није било дозвољено да се повуку.
Совјетска војска је била слабо припремљена за рат у зимским условима, посебно у шумама и много је користила рањива моторизована возила. Ова возила су била у погону 24 часа дневно да се њихово гориво не би смрзло, али је опет било извештаја о кваровима над моторима и недостатку горива. Један од најпознатијих губитака у војној историји је Ратинснски инцидент, током битке за Сумусалми. Совјетска 44. пешадијска дивизија (око 25.000 војника) скоро комплетно уништена када је упала у замку 300 финских војника. Ова мала јединица је успела да заустави напредовање совјетске дивизије, а 6.000 финских војника је одсекло пут за повлачење Совјетима, разбијајући их на мале групе које су касније уништаване једна по једна. Совјетски губици су ишли до 23.000 људи, док су Финци изгубили око 800 људи. Финци су заробили 43 тенка, 71 пољска и против-авионска топа, 29 против-тенковска топа, 260 камиона, 1170 коња и велики количине оружја, муниције и медицинског материјала.
Као резултат ароганције и неспособности, Совјети такође нису успели да постигну одлучну супериорност на почетку рата. Финска је скупила 130.000 војника и 500 топова на Карелијској превлаци, најважнијем попришту рата, а Совјети су напали само са 200.000 људи и 900 топова. Совјети су такође скупили и 1.000 тенкова, али су они слабо коришћени и трпели су велике губитке.
Фински проблеми у недостатку опреме су такође вредни помена. На почетку рата, само војници који су прошли војну обуку су имали униформе и оружје. Остатак је морао да се снађе са својом одећом која је наличила униформама финске војске уз додатак ознака. Ове импровизоване униформе су добиле име ”Модел Кахандер”, по ондашњем премијеру Аиму Кахандеру. Финци су надокнађивали свој недостатак опреме масовним коришћењем опреме, оружја и муниције које су одузели од непријатеља. На њихову срећу, армија није променила калибар свог оружја после независности и могла је да користи совјетску муницију. Слабо тренирани и лоше вођени совјетски војници су ишли право у руке Финцима, допуштајући им да шансу да заробе ратни плен.
Због Стаљинове етничке параноје, велики број војника Црвене армије који су се борили у Зимском рату је доведен из јужних региона Совјетског Савеза, пошто је Стаљиново мишљење било да се руским трупама из подручја одмах уз границу са Финском не би могло поверити да се боре против Финаца са којима су могли бити у блиским односима или делити исту историју. Војници Црвене армије из јужних региона апсолутно нису имали искуства са условима арктичке зиме те године и преживљавањем у шуми. Финске трупе су могле само да обуку своју зимску одећу, а већину свог живота су провеле у шуми, пошто је већина Финаца живела у руралним крајевима све до педесетих. Зима током Зимског рата је била једна од три најгоре зиме забележене у Финској.
У ваздушном рату током Зимског рата, Финска је развила формацију четири прста (четири авиона, подељених у две групе, док једна лети ниско, а друга високо; сваки авион се бори независно од осталих, а опет подржавајући свог пратиоца у борби), која не само да је била супериорнија од совјетске тактике три ловца у делта формацији, већ ју је усвојио сваки важнији пилот у Другом светском рату и још увек је у употреби. Ова формација и одлучност финских пилота да улазе у борбу без обзира на шансе, је утицала на немогућност совјетских бомбардера да начине знатне штете финским положајима или градовима.
О родољубљу финских војника и моралу у совјетској војсци сликовито говори и случај снајперисте Сима Хејхеа, који је у релативно кратком времену убио неколико стотина совјетских војника.

## Страна подршка
Светска јавност је у великој мери подржавала Финску. Други светски рат је тек био почео, а у то време је био једини сукоб поред немачке инвазије на Пољску, и зато је привлачио велику пажњу. Совјетска агресија је углавном оцењена као неоправдана. Разне стране организације су слале материјалну помоћ, као што су медицинске пошиљке. Фински емигранти из Сједињених Држава и Канаде су се вратили кући, а многи добровољци (један од њих будући глумац Кристофер Ли) су допутовали у Финску да би се придружили финским снагама: 1.010 Данаца, 895 Норвежана, 372 Ингријанаца, 346 протераних Финаца и 210 добровољаца из националности који су дошли у Финску пре краја рата. Страни дописници из Хелсинкија су писали, често претерујући, извештаје о недоказаним финским успесима у борби.
Шведска, која је себе прогласила незараћеном страном пре него неутралном земљом (као што је била у рату између нацистичке Немачке и Савезника) је доприносила војним пошиљкама, новцем, кредитима, хуманитарној помоћи и са око 8.700 шведских добровољаца спремних да се боре за Финску. Можда најзначајнији је било Шведско Добровољачко ваздухопловство, у борби од 7. јануара са 12 ловаца, 5 бомбардера и 8 других авиона, што је било трећина тадашњег шведског ваздухопловства. Чувени авијатичар гроф Карл Густав фон Росен, рођак Хермана Геринга, је деловао независно. Постојала је и добровољачка радничка јединица, од око 900 радника и инжењера.
Шведски добровољачки корпус са 8.402 човека у Финској је сменио 5 финских батаљона у Маркајарвију половином фебруара. Заједно са три преостала финска батаљона, корпус се суочио са две совјетске дивизије и спремао се за напад половином марта, али је спречен мировним споразумом. 33 човека је погинуло у борби.
Шведски добровољци су остали извор неспоразума између Швеђана и Финаца. Финци су се надали значајно већој помоћи од Шведске, као што су велике јединице регуларних војника, који би имали значајнији утицај у рату или би можда изазвали да Совјети уопште не нападну.

## Француско-британски планови за скандинавску позорницу
После месец дана, совјетско вођство је почело да размишља о напуштању операције и пришло је финској влади са уводним мировним понудама (путем шведске владе), 29. јануара. До тог дана, Финска се заправо борила за свој опстанак. Када су такве потврђене гласине стигле да влада у Паризу и Лондону, потребе за војном подршком су се драматично промениле. Сада се Финска борила само да задржи што више своје територије која се налазила близу Лењинграда. Да би задржали јавно мишљење, ниједна од ових информација није потврђена, ни у Финској, ни споља. Финска борба се наставила сматрати борбом за живот или смрт.
У фебруару 1940, Савезници су понудили помоћ: савезнички план, одобрен 5. фебруара од стране савезничке врховне команде, састављен од 100.000 британских и 35.000 француских војника који би били искрцани у норвешкој луци Нарвик и дошли би до Финске преко Шведске у исто време обезбеђујући линије снабдевања током пута. Договорено је да план почне 20. марта под условом да Финци моле за помоћ. 2. марта, права за прелаз би званично била тражена од влада Норвешке и Шведске Надало се да ће ово на крају довести две још увек неутралне нордијске земље, Норвешку и Шведску, на страну Савезника, ојачавањем њиховим позиција против Немачке, иако је Хитлер у децембру најавио шведској влади да ће савезнички војници на шведској територији одмах испровоцирати немачку инвазију, што би практично значило да ће нацистичка Немачка заузети насељенији јужни део Скандинавије, док би се Француска и Велика Британија бориле за даљи северни део.
Ипак, само мали део савезничких војника је одабран за пут у Финску. Предлози да се уђе директно у Финску, преко незалеђене луке Петсамо, су одбијени. Постојале су сумње да је циљ операције био да се зароби Нарвик и широки планински предели северних шведски планина богатим рудама гвожђа, из којих је Нацистичка Немачка добијала велике количине гвоздене руде, критичне за ратну производњу. Ако би француско-британске снаге кренуле да зауставе извоз у Немачку, подручје би постало бојиште за армије Савезника и Трећег рајха. Због тога су Норвешка и Шведска одбиле да издају дозволе. Тек након рата је постало познато да је команданту савезничких експедиционих снага заправо наређено да избегава сукобе са совјетским војницима.
Француско-британски план се у почетку надао заузимању целе Скандинавије северно од линије Стокхолм-Гетеборг или Стокхолм-Осло, на пример британски концепт Језерске линије која би пратила језера Маларен, Хјалмарен и Ванернм што би допринело доброј природној одбрани неких 1.700-1.900 km јужно од Нарвика. Очекивана граница, Језерска линија, би укључивала не само два највећа шведска града, већ и домове велике већине Швеђана које би или нацисти окупирали или би били у ратној зони. Касније, амбиције су смањене само на северну половину Шведске и ограничен део оближње норвешке обале.
Шведска влада, на челу са премијером Пер Албином Хансоном, је одбила да допусти прелаз оружаних снага кроз шведску територију. Иако се Шведска није прогласила неутралном у Зимском рату, она је била неутрална у рату који је укључивао Француску, Уједињено Краљевство и Немачку.
Шведски кабинет је такође одлучио да одбије поновљене молбе Финаца за регуларним шведским трупама које би биле распоређене у Финској, а на крају су Швеђани ставили до знања да се њихова подршка у оружју и муницији не може пружати још дуго. Дипломатски, Финска се налазила између савезничких очекивања дуготрајног рата и скандинавских страхова да би се непрекидни рат проширио на суседне земље (или великог таласа избеглица које би биле резултат пораза Финаца). Такође, Немци су предлагали јасан савет за мир и концесије – они су наговештавали са се те концесије ”могу увек касније побољшати”.
Док су Берлин и Стокхолм вршили притисак на Хелсинки да прихвати мир под лошим условима, Париз и Лондон су имали супротан циљ. С времена на време, различити планови и рачунице су представљане Финцима. За почетак, Француска и Велика Британија су обећале да ће послати 20.000 људи који ће стићи до краја фебруара, само под изричитим условом да ће током свог пута ка Финској добити прилику да окупирају северни део Скандинавије.
До краја фебруара, фински врховни командант, фелдмаршал Манерхајм, је био песимистичан у вези војне ситуације. Зато је влада 29. фебруара одлучила да започне мировне преговоре. Истог дана, Совјети су започели напад на Випури.
Када су Велика Британија и Француска схватиле да Финска озбиљно размишља о мировним преговорима, дали су нову понуду за помоћ: 50.000 људи би било послато, ако би Финска тражила помоћ пре 12. марта. Само је 6.000 њих заправо било одређено да иду у Финску. Осталима је било намењено да успут осигурају луке, путеве и руднике гвожђа.
Упркос слабим снагама које би стигле до Финске, знање о плановима је стигло у Совјетски Савез и доста је донело њиховој одлуци да потпишу примирје којим ће окончати рат. Доказивано је да без претње од савезничке интервенције, ништа не би зауставило Совјете од освајања целе Финске захваљујући очевидној бројности и наизглед бескрајним резервама војника.

## Примирје
Крајем зиме је постало јасно да совјетске снаге постају исцрпљене, а немачки представници су предлагали да би Финска требало да преговара са Совјетским Савезом. Совјетске жртве су биле бројне, а ситуација је била разлог политичког осрамоћења совјетског режима. Како се приближавало пролеће, совјетске снаге су ризиковале да буду заглављене у шумама и предлог мировних услова је представљен Финској 12. фебруара. Нису Немци само били заинтересовани да се заврши рат. Швеђани су такође били за завршетак Зимског рата, плашећи се пропасти свог суседа. Како је фински кабинет оклевао у светлу лоших совјетских услова, шведски краљ Густав V је издао јавно саопштење, у ком потврђује да је одбио финске молбе за слањем регуларних војника.
Крајем фебруара, Финци су потрошили своје залихе муниције. Такође, Совјетски Савез је коначно успео да пробије претходно непробојну Манерхајмову линију. Коначно, 29. фебруара, финска влада је пристала на започињање преговора. 5. марта, Црвена армија је напредовала 10–15 km иза Манерхајмове линије и ушла је у предграђа Випурија. Финска влада је предложила примирје истог дана, али је совјетска страна желела да одржи притисак и одбила је предлог следећег дана. Борбе су настављене све до дана када је потписан мировни уговор.
Совјетски обавештајни извори су информисали своје вође да Савезници планирају да интервенишу у рату, али не и о детаљима или тренутној неспремности Савезника. Зато су Совјети су били приморани да траже превремени крај рата пре него што Савезници интервенишу и објаве рат Совјетском Савезу.
Током четири месеца борби, Совјети су претрпели огромне губитке. Један совјетски генерал је изјавио да је Црвена армија стекла довољно територија да сахрани наше мртве. Процене жртава варирају од око 48.000 мртвих или несталих, како су говорили совјетски званичници одмах после рата, до 270.000 према Никити Хрушчову. Као додатак, совјетски губици у техници су били тешки, укључујући око 2.000 заробљених или уништених тенкова. Фински губици су ограничени на око 22.830 људи.

## Московски мир
Према Московском мировном споразуму из 12. марта, Финска је била приморана да преда фински део Карелије. Територија је укључивала град Випури (други највећи град у држави), много финске индустријализоване територије и значајне делове земље који су још увек држала финска војска; скоро 10% предратне Финске. Око 422.000 Карелијанаца, 12% финског становништва, је изгубило своје домове. Војници и преостали цивили су у журби евакуисани према условима споразума, иако је део цивила одлучио да остане под совјетском управом.
Финска је такође морала да преда део Сала територије, Каластајансарентско полуострво у Баренцовом мору и четири острва у Финском заливу. Полуострво Ханко је такође издавано Совјетском Савезу као војна база у наредних тридесет година.
Услови мира су били веома неповољни за Финску. Совјети су добили град Виборг, као додатак њиховим предратним захтевима.
Само годину дана касније, непријатељства су настављена у Настављеном рату као делу Другог светског рата.

### Постсовјетски захтеви за враћање територија
После рата, локална влада Карелије, окружне и провинцијске организације су основале Карелијску асоцијацију са циљем да се одбране права и интереси избеглица из Карелију и да се нађе начин за њен повратак у састав Финске. Током Хладног рата, председник Урхо Кеконен је неколико пута покушавао да поврати територије преговарајући са совјетским руководством, али није успео. Нико није отворено затражио повраћај. Након распада Совјетског Савеза, спорови су оживљени. Неке мање групе у Финској су активно захтевале миран повратак Финској њених одузетих територија. Најактивнија група на овом пољу је ПроКарелија. У најновијим анкетама, ови захтеви имају подршку од 26-38% становника Финске. Иако је миран повратак Карелије увек био њен програм, Карелијска асоцијација се углавном оградила од ових захтева.

## Важније битке
- Битка код Сумусалмија
- Битка ког Толвајарвија
- Битка код Хонканијемија
- Битка код Кола

## Зимски рат у популарној култури
Године 1989, издан је фински филм по имену Талвисота. Филм прича о воду финских резервиста из општине Каухава који остављају своје домове и иду у рат.
Године 2006, песма Aliy Sneg (Крвави снег) аргентинског метал бенда Ворбрид, се појавила на њиховој првом албуму "So Cry Havoc…". Песма дочарава тужан пејзаш Зимског рата, сукоб у ком нико ништа не добија осим крвавог снега. Шведска пауер метал група Сабатон снимила је песму Talvisota, посвећену Зимском рату.